# Alekséi Dobrovolski
Alekséi Dobroslav Aleksándrovich Dobrovolski (en ruso: Алексе́й Алекса́ндрович Доброво́льский; 13 de octubre de 1938, Moscú-19 de mayo de 2013, óblast de Kírov) fue un ideólogo soviético y ruso del neopaganismo eslavo, nacional anarquista, nacionalsocialista y «hechicero» de la Sociedad de Conservación de la Naturaleza «Strela Yarila». Es autor del libro sagrado para muchos neopaganos Las flechas de Yarila. Varios de sus folletos se incluyeron en la lista federal de materiales extremistas. Anteriormente, en las décadas de 1950 y 1960, fue miembro del movimiento disidente en la URSS y miembro del NTS.